# Фондация „Васил Левски“
Фондацията „Васил Левски“ е културо-просветна организация, посветена на издирването, популяризирането и съхранението на историческото наследство на Васил Левски.
Създадена е на 17 септември 1991 г. с участието на държавни и индивидуални учредители. Общобългарският комитет „Васил Левски“ и фондацията водят „Почетна книга на наградените“.
В чужбина фондацията има проекти в Вашингтон, Буенос Айрес и Лас Бреняс, Твърдица, Букурещ, Солун, Босилеград, Одеса, паметник на Раковски в Болград, паметни плочи на Левски в Букурещ и Турну Мъгуреле.

## Ръководни органи
- Общо събрание на учредителите и съучредителите;
- Контролен съвет;
- Управителен съвет.

## Издания
- Книга-албум „Васил Левски“ с картини от Дечко Узунов, Васил Стоилов, Никола Кожухаров, Калина Тасева.[3]